# Куатро-Лугарес
Куатро-Лугарес (исп. Cuatro Lugares) — небольшой подрайон комарки Льянос-де-Касерес в провинции Касерес.
В Испании входит в провинцию Касерес в составе автономного сообщества Эстремадура.

## Муниципалитеты
1. Инохаль
2. Монрой
3. Сантьяго-дель-Кампо
4. Талаван